# Уманарссуак
Умана́рссуа́к (гренл. Uummannarsuaq) или Фарве́ль (дат. Kap Farvel — досл. «прощай») — самая южная точка Гренландии.

Мыс расположен на острове Эггерс, представляет собой скалу высотой до 800 м. С 2009 года административно относится к муниципалитету Куяллек.
Географическая широта (59° 46’ с. ш.) примерно соответствует таким городам, как Осло, Санкт-Петербург и Магадан.
Мыс также известен тем, что в ходе Второй мировой войны вблизи его затонуло много подводных лодок.